# Катастрофа Ан-24 в Маннарском заливе
Катастрофа Ан-24 в Маннарском заливе — крупная авиационная катастрофа, произошедшая 29 сентября 1998 года. Авиалайнер Ан-24РВ авиакомпании «Гомельавиа» выполнял внутренний рейс LN 602 для авиакомпании Lionair по маршруту Джафна—Коломбо, но через 14 минут после взлёта рухнул в Маннарский залив у северо-западного побережья Шри-Ланки. Сообщалось, что самолёт был сбит «Тиграми освобождения Тамил-Илама» с использованием ПЗРК, что впоследствии было подтверждено. Погибли все находившиеся на его борту 55 человек — 48 пассажиров и 7 членов экипажа.

## Самолёт
Ан-24РВ (регистрационный номер СССР-46465, заводской 27307901, серийный 079-01) был выпущен 28 июня 1972 года заводом «Авиант». 6 июля того же года был передан авиакомпании «Аэрофлот» (Гомельский ОАО Белорусского УГА). 12 сентября 1993 года Гомельский ОАО был преобразован в авиакомпанию «Гомельавиа» (была переименована 5 марта 1996 года), бортовой номер сменился на EW-46465; при этом лайнер находился в сублизинге у авиакомпании «Белавиа». В 1997 году был взят в лизинг авиакомпанией Lionair. Оснащён двумя турбовинтовыми двигателями АИ-24ВТ производства ЗМКБ «Прогресс» имени А. Г. Ивченко. На день катастрофы налетал 42 442 часа.

## Экипаж и пассажиры
Самолётом управлял экипаж из 7 человек; 3 члена экипажа (стюардесса, грузчик и администратор) были гражданами Шри-Ланки, а члены кабинного экипажа (4 пилота) — гражданами Белоруссии. Состав экипажа был таким:
- Командир воздушного судна (КВС) — 45-летний Анатолий В. Маточко. Очень опытный пилот, налетал 10 835 часов, 10 635 из них на Ан-24 (свыше 5030 из них в качестве КВС).
- Второй пилот — 47-летний Сергей Г. Лысоиванов. Опытный пилот, налетал свыше 7990 часов, свыше 1750 из них на Ан-24.
- Штурман — 32-летний Сергей П. Козлов. Налетал свыше 1340 часов, свыше 220 из них на Ан-24.
- Бортмеханик — 36-летний Сергей Оноприенко.
- Стюардесса — 20-летняя Дхаршани Гунасекера (англ. Dharshani Gunasekera).
- Грузчик — 20-летний Кришан Нельсон (англ. Chrishan Nelson).
- Администратор — 34-летний К. Виджита (англ. K. Vijitha).

На борту самолёта находились 48 пассажиров, все были тамилами. Также на борту находились 8 детей.

## Катастрофа
Авиакомпания Lionair за месяц до катастрофы получила письмо с предупреждением от Административной службы Тамил-Илама, в котором говорилось, что если авиакомпания продолжит игнорировать требования о прекращении перевозок военнослужащих Вооружённых сил Шри-Ланки, она подвергнется нападению после 14 сентября. Lionair закрыла свой офис в Джафне за 4 дня до катастрофы.
Рейс LN 602 вылетел из Джафны в 13:40 SLST, на его борту находились 7 членов экипажа и 48 пассажиров. Полёт до Коломбо должен был продлиться 45 минут (расчётное время посадки — 14:25). В 13:54, через 14 минут после взлёта, метка рейса 602 исчезла с радаров. Все 55 человек на его борту (предположительно) погибли, КВС сообщил о разгерметизации за несколько минут до того, как связь была потеряна. После катастрофы рейса 602 Управление гражданской авиации Шри-Ланки приостановило выполнение пассажирских рейсов между Коломбо и Джафной.

## Расследование
В октябре 2012 года Военно-морские силы Шри-Ланки обнаружили в Маннарском заливе обломки самолёта, которые, как предполагалось, были обломками исчезнувшего рейса LN 602. Информация о месте катастрофы была получена от бывшего члена «Тигров освобождения Тамил-Илама», который покинул Шри-Ланку и был арестован по возвращении полицейскими. Он признался в том, что выпустил ракету по рейсу 602 с острова Иранаитиву по приказу Потту Аммана, лидера «Тигров освобождения Тамил-Илама».
Военно-морской флот Шри-Ланки собрал первые обломки рейса 602 в мае 2013 года, почти через 15 лет после катастрофы. В январе 2014 года в Джафну для идентификации были доставлены одежда и останки 22 погибших, найденные в ходе спасательной операции.